# Austrochilus parwis
Espèce
Austrochilus parwis est une espèce d'araignées aranéomorphes de la famille des Austrochilidae.

## Distribution
Cette espèce est endémique de la région d'Araucanie au Chili,. Elle se rencontre vers Angol.

## Description
Le mâle holotype mesure 8,2 mm et les femelles de 11 à 14 mm.

## Systématique et taxinomie
Cette espèce a été décrite par Michalik et Wunderlich en 2017.

## Étymologie
Cette espèce est nommée en l'honneur de Parwis Nabavi.

## Publication originale
- Michalik & Wunderlich, 2017 : « The spider genus Austrochilus Gertsch & Zapfe, 1955 (Araneae: Austrochilidae) — a new species from Chile and a documentation of the male genitalia of austrochilines. » Zootaxa, no 4312(2), p. 323-332.